# Egyptens nye hovedstad
|  | Denne artikel beskriver en fremtidig begivenhed Denne artikel eller sektion handler om planlagt eller forventet fremtidig begivenhed. Der kan forekomme spekulativ information, og indholdet kan ændres dramatisk når begivenheden nærmer sig og mere information bliver tilgængelig. |

Egyptens nye hovedstad eller Ny administrativ hovedstad er et egyptisk byplanlægningsprojekt, hvori man vil anlægge Egyptens kommende hovedstad, bare 45 km uden for Kairo. Projektet blev fremlagt af den daværende egyptiske boligminister Moustafa Madbouly på en økonomisk udviklingskonference i Sharm el-Sheikh den 13. marts 2015.
En konkurrence blev lanceret på den nye hovedstads hjemmeside, for at vælge byens navn og logo. Derfter udvalgte den egyptiske regering en jury af specialister, der skulle evaluere de indsendte forslag og bestemme det bedste blandt alle forslagene. Hvad byens navn bliver, vides endnu ikke (pr. januar 2021), men navnet Wedian har været oppe som en af de foretrukne forslag.
Byen er placeret 45 kilometer øst for Kairo, lige uden for den ene af Kairo-ringvejene i et stort set uudviklet område og ørken på vej mod havnebyen Suez. Ifølge planerne bliver byen den nye administrative og finansielle hovedstad i Egypten, hvor de vigtigste regeringsafdelinger og ministerier, såvel som udenlandske ambassader skal have til huse. På et samlet areal på 700 kvadratkilometer forventes det at byens befolkning bliver på 6,5 millioner mennesker, selvom det anslås at stige til syv millioner. Byen planlægges med en park i centrum, som er dobbelt så stor som New Yorks Central Park. En elektrificeret jernbane skal forbinde byen med Kairo, samt med en ny international lufthavn. Derudover vil der blandt andet blive bygget 2000 skoler, 700 hospitaler, 1250 moskéer og kirker, forskningscentre, læreanstalter samt 4,2 mio. kvadratmeter store indkøbscentre og en forlystelsespark.
Officielt var en væsentlig årsag til projektets gennemførelse at lindre og aflaste overbelastning i Kairo, som allerede er en af verdens mest overfyldte byer, og fordi befolkningen i Kairo forventes at blive fordoblet i de næste par årtier.